# Phialella zappai
Phialella zappai Boero, 1983 è una specie di Cnidaria appartenente alla classe degli Idrozoi il cui nome è stato scelto in onore del musicista Frank Zappa.

## Scoperta e denominazione
Questo idrozoo venne scoperto nel 1983 da Ferdinando Boero (dal 1994 professore di zoologia all'Università del Salento e dal 2010 associato al CNR - ISMAR), durante un periodo di studio presso il Bodega Marine Laboratory dell'Università della California - Berkeley. Boero scrisse a Frank Zappa che avrebbe voluto dare il suo nome alla medusa fino a quel momento sconosciuta; Zappa rispose: "There is nothing I would like better than to have a jellyfish named after me" ("Non c'è niente che mi piacerebbe di più di avere una medusa chiamata come me")
.

La specie fu descritta formalmente da Boero nel 1983 in un articolo sul Journal of Natural History.

## Descrizione
Idroide bentonico, idrante molto estensibile, con circa 14 tentacoli anficoronati. Parte distale dell'idrante globosa, separata da una costrizione dal resto del corpo. Idroteca cilindrica, allungata, con opercolo con circa sette cuspidi, separate dalla parete idrotecale da una sottile piega, non sempre evidente. Diaframma presente. Idrocaule lungo quanto l'idroteca o più corta, completamente annulato. Gonoteche sullo stolone, su un peduncolo annulato, con pareti ondulate o lisce, con una o due gemme di medusa.

Meduse appena nate globose, di 1 mm, con quattro tentacoli.

Medusa adulta, a forma di cupola, con gonadi nella parte centrale dei canali radiali.

Manubrio cruciforme, con labbra ondulate, rivolte verso l'alto, con quattro tasche gastriche e quattro macchie nere alla base. Bulbi tentacolari triangolari, tentacoli moniliformi, anche più di 30.

## Distribuzione e habitat
Vive nel porto di Bodega Bay, California centrale, USA. Per il momento non esistono altri ritrovamenti oltre a quello della descrizione originale su mitili insediati sui pontili galleggianti di Masons Marina.

## Ciclo vitale
Comprende uno stadio di polipo (idroide) bentonico che si riproduce asessualmente e forma colonie che, a loro volta, danno origine a meduse planctoniche che si riproducono sessualmente dando origine a larve planula che si insediano sul fondo e danno origine a nuove colonie di polipi.

## Curiosità
- Il 9 giugno del 1988 Frank Zappa dedicò il suo ultimo concerto di Genova a Ferdinando Boero[8], scopritore della medusa che porta il suo nome e nel 1992 scrisse la canzone Lonesome Cowboy Nando[9] che in seguito pubblicò nel CD You Can't Do That on Stage Anymore, Vol. 6[10].
- L'8 aprile 2002 il Monterey Bay Aquarium organizzò una mostra speciale, intitolata Jellies: living art, e chiese a Boero di documentare il collegamento tra una medusa e la musica. Il professore commissionò un quadro ad Alberto Gennari, artista leccese, che rappresenta una colonia di polipi di Phialella zappai (la fase del ciclo che vive attaccata al fondo del mare) che è attaccata a una forma che deriva dal manico di una chitarra di Zappa. La medusa adulta, in alto a sinistra, ha il tentacolo posto più in alto con una serie di bottoni di cnidocisti (le cellule urticanti che ci pungono quando tocchiamo una medusa) disposte come le note dello spartito di The Black Page, il tutto appunto su fondo nero[11].

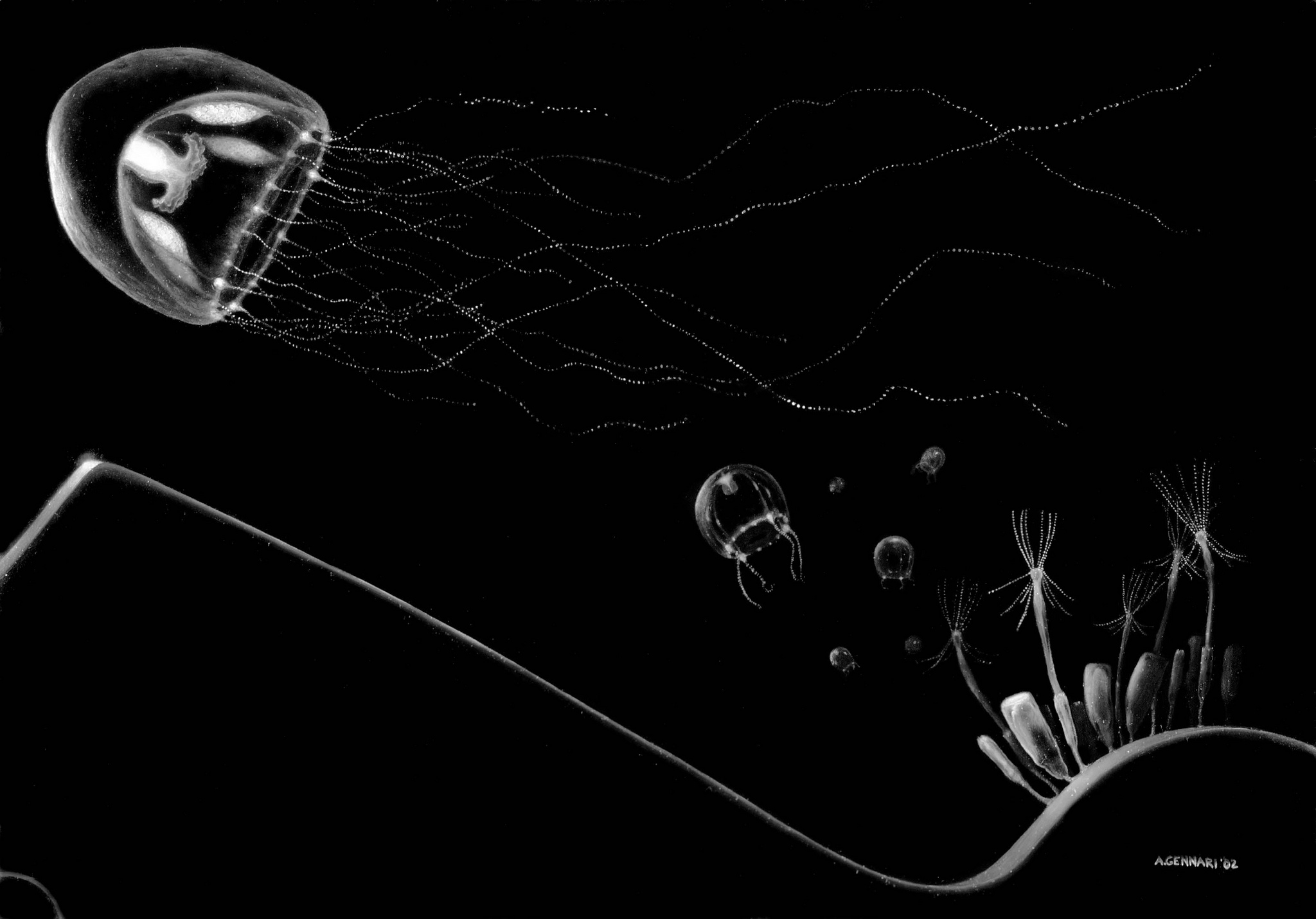
Quadro di Alberto Gennari-Acquario di Monterey